# Добровольно-Васильевский сельсовет
Доброво́льно-Васи́льевский сельсове́т — упразднённое сельское поселение в составе Ипатовского района Ставропольского края Российской Федерации.
Административный центр — село Добровольное.

## География
Находился в юго-западной части Ипатовского района. Общая площадь территории муниципального образования — 168 км². Расстояние от административного центра муниципального образования до районного центра — 56 км.

## История
С 1 мая 2017 года, в соответствии с Законом Ставропольского края от 29 апреля 2016 года № 48-кз, все муниципальные образования Ипатовского муниципального района (городское поселение город Ипатово, сельские поселения село Большая Джалга, Большевистский сельсовет, село Бурукшун, Винодельненский сельсовет, Добровольно-Васильевский сельсовет, Золотарёвский сельсовет, Кевсалинский сельсовет, Красочный сельсовет, Леснодачненский сельсовет, Лиманский сельсовет, Мало-Барханчакский сельсовет, Октябрьский сельсовет, Первомайский сельсовет, Советскорунный сельсовет и Тахтинский сельсовет) были преобразованы, путём их объединения, в Ипатовский городской округ.

## Население
| 1989  | 2002  | 2010  | 2011  | 2012  | 2013  |
| ----- | ----- | ----- | ----- | ----- | ----- |
| 1226  | ↗1503 | ↘1331 | ↘1325 | ↘1311 | ↘1285 |
| 2014  | 2015  | 2016  | 2017  |       |       |
| ↘1248 | ↘1239 | →1239 | ↗1240 |       |       |

### Национальный состав
По итогам переписи населения 2010 года на территории поселения проживали следующие национальности (национальности менее 1 %, см. в сноске к строке «Другие»):
| Национальность | Численность | Процент |
| -------------- | ----------- | ------- |
| Русские        | 1142        | 85,80   |
| Даргинцы       | 73          | 5,48    |
| Таджики        | 45          | 3,38    |
| Лезгины        | 14          | 1,05    |
| Другие         | 57          | 4,28    |
| Итого          | 1331        | 100,00  |

## Состав поселения
До упразднения Добровольно-Васильевского сельсовета в состав его территории входили 3 населённых пункта:
| № | Населённый пункт | Тип населённого пункта | Население |
| - | ---------------- | ---------------------- | --------- |
| 1 | Васильев         | хутор                  | →27       |
| 2 | Весёлый          | хутор                  | ↗132      |
| 3 | Добровольное     | село                   | ↘1019     |

## Местное самоуправление
- Совет депутатов сельского поселения Добровольно-Васильевский сельсовет (состоял из 10 депутатов, избираемых на муниципальных выборах по одномандатным избирательным округам сроком на 5 лет)[18]
- Администрация сельского поселения Добровольно-Васильевский сельсовет

Главы администрации
- Шкурупей Анатолий Васильевич, глава сельского поселения[19]

## Инфраструктура
- Дом культуры

## Образование
- Детский сад № 16 «Родничок»
- Средняя общеобразовательная школа № 18

## Люди, связанные с поселением
- Евдокия Бершанская (1913, село Добровольное — 1982) — советский лётчик, командир 46-го гвардейского ночного бомбардировочного полка, единственная женщина, награждённая орденом Суворова
- Прилепа, Пётр Карпович (1914, село Добровольное — 1943) — Герой Советского Союза